# Insectivora
Insectivora (do latim: insectum, inseto + vorare, comer) é uma ordem  obsoleta de mamíferos placentários, não mais utilizada nos sistemas de classificação atuais. Em sua história abrigou diversos grupos de animais, como as toupeiras, os musaranhos, os musaranhos-elefantes, os musaranhos-arborícolas, os tenrecos, as toupeiras-douradas e os lêmures-voadores, além de diversas formas fósseis.  Era constituída por mamíferos primitivos, geralmente de pequeno porte e de hábitos insetívoros.

## Histórico
Inicialmente a ordem Insectivora era constituída de nove famílias recentes. Em 1866, Haeckel propôs a divisão da ordem em duas subordens baseado no ceco:
- Menotyphla, para insetívoros com ceco (lêmures-voadores, musaranhos-elefantes e musaranhos-arborícolas)
- Lipotyphla, para insetívoros sem o ceco (toupeiras-douradas, tenrecos, toupeiras, musaranhos, ouriços e solenodontes)

Em 1885, Leche, removeu os lêmures-voadores e os posicionou junto aos primatas (só em 1945, Simpson os colocaria em uma ordem própria).
Butler, em 1956, elevou os musaranhos-arborícolas a uma ordem própria, a Scandentia; e, em 1972, os musaranhos-elefantes à ordem Macroscelidea. A ordem Insectivora passava então, a conter apenas o grupo Lipotyphla. E, em 1988, Butler elevou a ordem o táxon Lipotyphla (sinonimizando-o ao Insectivora).
Em 1997, M.C. McKenna & S.K. Bell elevam o termo Lipotyphla (sinônimo de Insectivora) a superordem,  englobando três ordens: Chrysochloroidea, Erinaceomorpha e Soricomorpha. Em 1998, Stanhope et al., comprovaram a polifilia do grupo, agrupando os tenrecos e as toupeiras-douradas numa nova ordem (Afrosoricida) e num novo grupo (Afrotheria). Em 1999, Waddell, Okada e Hasegawa, agruparam os restantes Lipotyphla numa nova ordem (Eulipotyphla). Estudos posteriores, dividiram a nova ordem, em duas: Erinaceomorpha e Soricomorpha.

## Classificação

### Haeckel, 1866
- Ordem Insectivora
Subordem Lipotyphla
Superfamília Tenrecoidea
Superfamília Chrysochloroidea
Superfamília Erinaceoidea
Superfamília Soricoidea
Subordem Menotyphla
Superfamília Macroscelidoidea
Superfamília Tupaioidea

### Simpson 1945
- Ordem Insectivora Bowdich, 1821
Superfamília †Deltatheridioidea Gregory & Simpson, 1926
Família †Deltatheridiidae Gregory & Simpson, 1926
Superfamília Tenrecoidea Simpson, 1931
Família †Palaeoryctidae Simpson, 1931
Família Solenodontidae Dobson, 1882
Família Tenrecidae Gray, 1821
Família Potamogalidae Allman, 1865
Superfamília Chrysochloroidea Gregory, 1910
Família Chrysochloridae Mivart, 1868
Superfamília Erinaceoidea Gill, 1872
Família †Zalambdalestidae Gregory & Simpson, 1926
Família †Leptictidae Gill, 1872
Família Erinaceidae Bonaparte, 1838
Família †Dimylidae Schlosser, 1887
Superfamília Macroscelidoidea Gill, 1872
Família Macroscelididae Mivart, 1868
Superfamília Soricoidea Gill, 1872
Família †Nyctitheriidae Simpson, 1928
Família Soricidae Gray, 1821
Família Talpidae Gray, 1825
Família †Nesophontidae Anthony, 1916
Superfamília †Pantolestoidea Cope, 1887
Família †Pantolestidae Cope, 1884
Superfamília †Mixodectoidea Simpson, 1945
Família †Mixodectidae Cope, 1883
familiae incerta sedis
Família †Picrodontidae Simpson, 1937
Família †Apheliscidae Matthew, 1918
Família †Necrolestidae Ameghino, 1894

### Lopatin 2006
Segundo Lopatin, 2006 (esta classificação não reconhece a afiliação  dos Afrosoricida aos Afrotheria).
- Superordem Insectivora Bowdich,1821
Ordem Lipotyphla Haeckel, 1866
Subordem Soricomorpha Gregory,1910
Infraordem Soricota Kalandadze & Rautian, 1992
Superfamília †Micropternodontoidea
Família †Micropternodontidae Stirton & Rensberger, 1964
Superfamília †Nesophontoidea
Família †Geolabididae
Família †Nesophontidae
Superfamília Soricoidea
Família †Nyctitheriidae Simpson,1928
Família †Plesiosoricidae Winge,1917
Família Soricidae = musaranhos
Superfamília Solenodontoidea
Família †Apternodontidae
Família Solenodontidae - solenodontes
Superfamília Talpoidea
Família †Dimylidae
Família †Proscalopidae
Família Talpidae - toupeiras
Infraordem Tenrecomorpha
Família Tenrecidae -  tenrecos
Subordem Erinaceomorpha
Família Erinaceidae - ouriços
Subfamília †Changlelestinae
Subfamília †Tupaiodontinae
Subfamília Galericinae - gimnuros, ouriços-peludos ou ratos-lua
Subfamília †Brachyericinae
Subfamília Erinaceinae - ouriços
Família †Amphilemuridae Heller,1935 (=Dormaaliidae)
Família †Sespedectidae Novacek, 1985
Família †Creotarsidae Hay,1930
Família †Adapisoricidae
Subordem Chrysochloridea
Família Chrysochloridae - toupeiras-douradas
Lipotyphla incertae sedis
Família †Adapisoriculidae
Gênero †Chambilestes
Ordem †Leptictida
Família †Gypsonyctopidae
Família †Leptictidae
Ordem †Didymoconida
Família †Didymoconidae